# What About Me
Albums de Quicksilver Messenger Service
Just for Love
(1970) Quicksilver
(1971)
What About Me est le cinquième album du groupe de rock psychédélique Quicksilver Messenger Service, sorti en 1970.

## Titres
1. What About Me (Farrow) – 6:43
2. Local Color (Cipollina) – 3:00
3. Baby Baby (Farrow) – 4:44
4. Won't Kill Me (Freiberg) – 2:32
5. Long Haired Lady (Farrow) – 5:55
6. Subway (Duncan, Farrow) – 4:29
7. Spindrifter (Hopkins) – 4:38
8. Good Old Rock and Roll (Farrow) – 2:30
9. All in My Mind (Duncan, Farrow) – 3:48
10. Call On Me (Farrow) – 7:36

## Musiciens

### Quicksilver Messenger Service
- John Cipollina : guitare, percussions
- Gary Duncan : chant, guitare, basse, percussions, orgue
- Greg Elmore : batterie, percussions
- David Freiberg : chant, guitare, basse
- Nicky Hopkins : piano, claviers
- Dino Valenti : chant, guitare, flûte, percussions

### Musiciens supplémentaires
- Martin Fierro : flûte, saxophones
- Frank Morin : saxophones
- Mark Naftalin : piano
- Pat O'Hara : trombone
- Jose Reyes : percussions, chant
- Ron Taormina : saxophones